# Zael (Burgos)
Zael ist ein Ort und eine nordspanische Landgemeinde (municipio) mit nur noch 115 Einwohnern (Stand: 2024) im Zentrum der Provinz Burgos in der Autonomen Gemeinschaft Kastilien-León.

## Lage und Klima
Der Ort Zael liegt ca. 6 km nördlich des Río Arlanza in der kastilischen Hochebene (meseta) knapp 36 km (Fahrtstrecke) südwestlich der Provinzhauptstadt Burgos in einer Höhe von ca. 850 m; die historisch bedeutsame Kleinstadt Lerma ist nur etwa 13 km in südöstlicher Richtung entfernt. Das Klima ist gemäßigt bis warm; Regen (ca. 515 mm/Jahr) fällt übers Jahr verteilt.

## Bevölkerungsentwicklung
| Jahr      | 1857 | 1900 | 1950 | 2000 | 2018 |
| Einwohner | 352  | 385  | 399  | 141  | 112  |

Die Mechanisierung der Landwirtschaft, die Aufgabe bäuerlicher Kleinbetriebe und der damit einhergehende Verlust von Arbeitsplätzen haben seit der Mitte des 20. Jahrhunderts zu einem deutlichen Rückgang der Einwohnerzahlen geführt (Landflucht).

## Wirtschaft
Die Einwohner der Landgemeinde leben hauptsächlich von der Landwirtschaft (Ackerbau, Viehzucht und Weinbau); die Gemeinde gehört zum Weinbaugebiet Arlanza (D.O.). Seit den 1960er Jahren spielt auch die sommerliche Vermietung von Ferienhäusern (casas rurales) eine gewisse wirtschaftliche Rolle.

## Geschichte

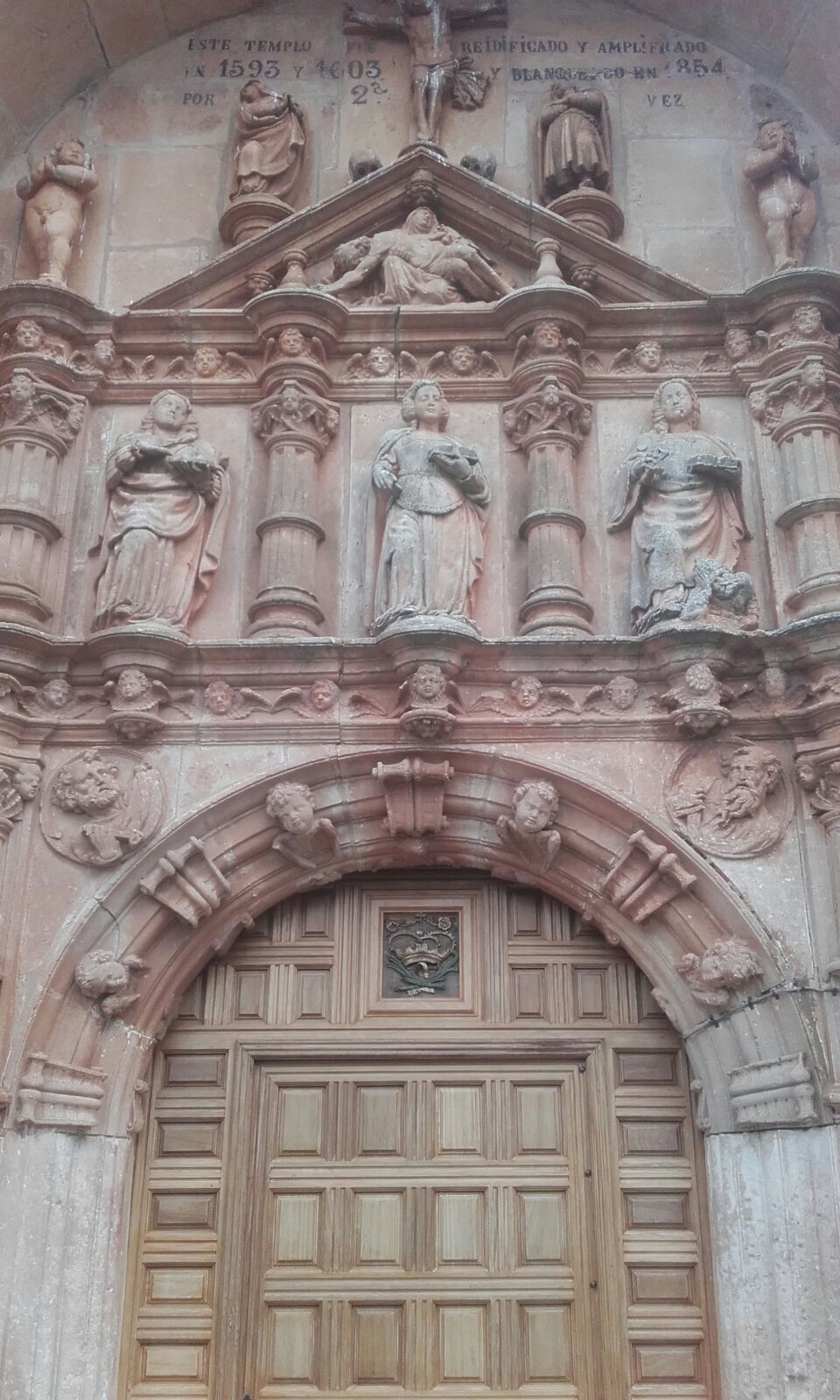
Zael – Kirchenportal

Über die Ursprünge des Ortes ist so gut wie nichts bekannt. Keltische, römische, westgotische und selbst maurische Spuren fehlen. Im frühen 10. Jahrhundert wurde die Gegend von den Christen unter der Führung von König Alfons III. zurückerobert (reconquista) und anschließend neu- oder wiederbesiedelt (repoblación); in dieser Zeit entstand wahrscheinlich der Ort. Am 25. März 1608 verkaufte Philipp III. die Grundherrschaft (señorio) über Zael und mehr als 300 weitere Orte an Francisco Gómez de Sandoval y Rojas, den Herzog von Lerma.

## Sehenswürdigkeiten
Die kleine dreischiffige Iglesia de Santa Eulalia entstand im 15./16. Jahrhundert mit Anklängen an eine Wehrkirche aus exakt behauenen Steinen (in Teilen auch Bruchsteinen) an der Stelle eines abgerissenen mittelalterlichen Vorgängerbaus. Das später hinzugefügte figurenreiche Südportal ist ein kleines Meisterwerk der Bildhauerkunst der Renaissance – Hauptfiguren sind die hl. Katharina von Alexandrien, die hl. Eulalia von Mérida und die hl. Agatha von Catania; im Giebelfeld darüber befindet sich eine Pietà-Darstellung. Im Innern beeindruckt der geschnitzte und farbig gefasste Hauptaltar (retablo) aus dem Jahr 1787 im Stil des klassizistischen Barock mit Szenen aus dem Leben und der Passion Christi. Das romanische Taufbecken (pila bautismal) stammt noch aus der Vorgängerkirche.